# Enneapogon persicus
Enneapogon persicus är en gräsart som beskrevs av Pierre Edmond Boissier. Enneapogon persicus ingår i släktet Enneapogon och familjen gräs. Inga underarter finns listade i Catalogue of Life.